# Озерки (платформа)
Озерки — залізнична платформа Жовтневої залізниці на дистанції Санкт-Петербург-Фінляндський — Виборг між станціями Удєльна та Шувалово.
Розташовується на межі Виборзького та  Приморського адміністративних районів Санкт-Петербурга, в історичному районі Озерки, завдяки чому та отримала своє найменування.
Є дві зміщені берегові платформи. Навпроти однієї з платформ видно залишки старого вокзалу. З 2009 року встановлено касовий павільйон.
| Попередня станція | Лінія | Лінія                  | Лінія | Наступна станція |
| ----------------- | ----- | ---------------------- | ----- | ---------------- |
| Удєльна           |       | Виборзький напрямок ЖЗ |       | Шувалово         |